# Rovers de New York
L'équipe des Rovers de New York est une équipe de hockey sur glace qui évolue dans l'Eastern Amateur Hockey League entre 1935 et 1952 ; l'équipe est basée à New York dans l'État de New York, aux États-Unis et joue dans le Madison Square Garden. L'équipe joue ainsi dans la même patinoire que les Rangers de New York de la Ligue nationale de hockey, les Rovers servant de club-école pour les Rangers.

## Histoire
Les Rovers rejoignent l'Eastern Amateur Hockey League en 1935. Ils rejoignent la Ligue de hockey senior du Québec pour la saison 1949-1950 et mettent fin à leurs activités en 1952 en raison de problèmes financiers.
Frank Boucher est l'entraîneur de l'équipe en 1938-1939 et les mène au titre de champions de l'EAHL.